# 이우석 (배우)
이우석(1964년 11월 6일 ~ )은 대한민국의 배우이다.

## 생애
1987년 연극배우 첫 데뷔하였고 1994년 KBS 한국방송공사 16기 공채 탤런트로 정식 데뷔하였다.

## 출연작

### TV 드라마

#### KBS
- 1994년 ~ 1995년 KBS2 주말드라마 《딸부잣집》
- 1995년 KBS2 월화드라마 《장녹수》 ... 금부도사 역
- 1995년 KBS1 대하드라마 《김구》 ... 강용구 역
- 1995년 KBS1 대하드라마 《찬란한 여명》 ... 박영교 역
- 1996년 KBS2 수목드라마 《컬러 - 브라운》
- 1996년 KBS2 주말연속극 《첫사랑》 ... 전미자의 비서 역
- 1996년 ~ 1998년 KBS1 대하드라마 《용의 눈물》 ... 형재 이직 역
- 1997년 KBS2 수목드라마 《욕망의 바다》
- 1998년 KBS2 주말연속극 《야망의 전설》 ... 정봉욱 작전지휘관(계급:대위) 역
- 1999년 ~ 2000년 KBS2 주말연속극 《사랑하세요?》
- 2000년 ~ 2002년 KBS1 대하드라마 《태조 왕건》 ... 금강의 부장 역 . 사벌주 성 부장 역 (34화)
- 2001년 ~ 2002년 KBS2 수목드라마 《명성황후》 ... 이재선 역
- 2002년 ~ 2003년 KBS2 특별기획 드라마 《장희빈》 ... 이익수,조태구 역
- 2003년 ~ 2004년 KBS1 대하드라마 《무인시대》 ... 고려 신종 역
- 2004년 ~ 2005년 KBS1 대하드라마 《불멸의 이순신》 ... 임경번 역
- 2005년 ~ 2006년 KBS2 수목드라마 《황금사과》 ... 홍 기사 역
- 2006년 KBS1 대하드라마 《서울 1945》 ... 건국준비위원회 치안대 대원 역
- 2008년 KBS 대하드라마《대왕 세종》 ... 민무회 역
- 2009년 KBS2 대하드라마《천추태후》 ... 상장군 역
- 2010년 KBS1 특별기획 드라마 《전우》 KBS1 (2010년) ... 인민군 이학수 총좌 역
- 2010년 ~ 2011년 KBS1 대하드라마 《근초고왕》 ... 백제 왕궁 내시 역
- 2011년 ~ 2012년 KBS1 대하드라마 《광개토태왕》 ... 고진 역
- 2011년 ~ 2012년 KBS2 TV소설《복희 누나》 ...  양은철 사장 역
- 2012년 ~ 2013년 KBS1 대하드라마 《대왕의 꿈》 ... 을제 역
- 2014년 KBS2 TV소설 《일편단심 민들레》
- 2015년 KBS1 대하드라마 《징비록》 ... 김수 역
- 2016년 ~ 2017년 KBS2 일일드라마 《다시, 첫사랑》
- 2020년 ~ 2021년 KBS2 일일드라마 《비밀의 남자》 ... 유라의 가짜 아버지 역
- 2021년 ~ 2022년 KBS1 대하드라마 《태종 이방원》 ... 박위 역

#### 타방송사
- 1998년 MBC 월화드라마  《추억》
- 2001년 ~ 2002년 SBS 대하사극 《여인천하》 ... 허항 역
- 2003년 ~ 2004년 SBS 대하사극 《왕의 여자》 ... 주빈 역
- 2011년 ~ 2012년 MBC 월화드라마 《빛과 그림자》
- 2014년 TV조선 특별기획 드라마 《불꽃 속으로》
- 2016년 MBC 《옥중화》

### 영화
- 1998년 《토요일 오후 2시》
- 2001년 《이것이 법이다》
- 2002년 《싸울아비》
- 2007년 《브라보 마이 라이프》